# 马泽尔-勒宗
马泽尔-勒宗（法語：Mazères-Lezons，法語發音：[mazɛʁ ləzɔ̃]）是法国大西洋比利牛斯省的一个市镇，位于该省东部，属于波城区。该市镇于1842年由原市镇马泽尔（Mazères）和勒宗（Lezons）合并而成。

## 地理
马泽尔-勒宗（43°16'38"N, 0°21'9"W）面积4 平方千米，位于法国新阿基坦大区大西洋比利牛斯省，该省份为法国东南部省份，涵盖了贝阿恩与北巴斯克，西临大西洋比斯開灣，北至朗德省，东北接热尔省，东临上比利牛斯省，南与西班牙接壤。
与马泽尔-勒宗接壤的市镇（或旧市镇、城区）包括：阿雷西、比扎诺斯、热洛斯、波城、于佐斯。

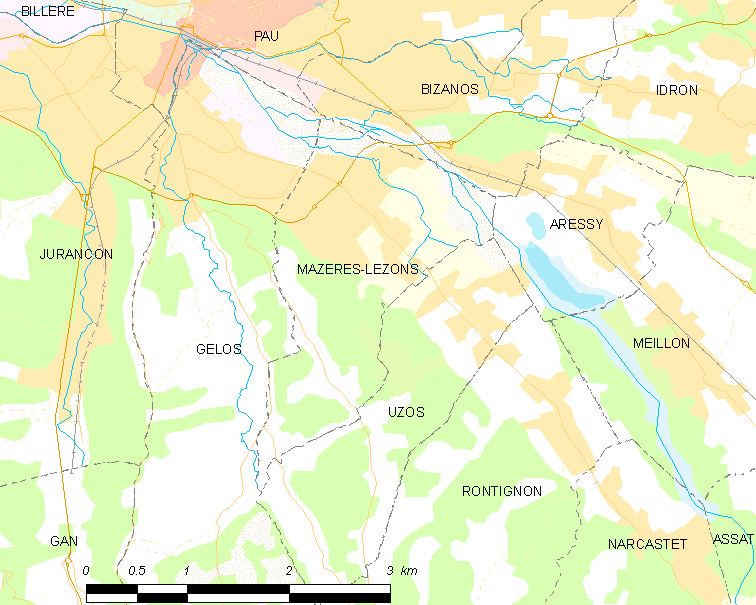
马泽尔-勒宗的OSM定位图

马泽尔-勒宗的时区为UTC+01:00、UTC+02:00（夏令时）。

## 行政
马泽尔-勒宗的邮政编码为64110，INSEE市镇编码为64373。

## 政治
马泽尔-勒宗所属的省级选区为波城第三县。

## 人口

1962-2008年间马泽尔-勒宗人口变化图示

马泽尔-勒宗于2022年1月1日时的人口数量为1831人。